# ジョセフ・H・ルイス
ジョセフ・H・ルイス（Joseph H. Lewis、1900年4月6日 - 2000年8月30日）は、アメリカ合衆国の映画監督である。

## 経歴
1937年、『Courage of the West』で監督デビューを果たす。1940年代にはSF映画『The Mad Doctor of Market Street』やミュージカル映画『The Minstrel Man』などを手がける。1945年にフィルム・ノワール『私の名前はジュリア・ロス』で成功を収めたあとは、『拳銃魔』や『ビッグ・コンボ』などを監督する。1997年、ロサンゼルス映画批評家協会より生涯功労賞を授与される。

## フィルモグラフィー

### 映画
- Courage of the West （1937年）
- Singing Outlaw （1937年）
- Border Wolves （1938年）
- Two-Fisted Rangers （1939年）
- Blazing Six Shooters （1940年）
- The Man from Tumbleweeds （1940年）
- Boys of the City （1940年）
- That Gang of Mine （1940年）
- Pride of the Bowery （1940年）
- ベラ・ルゴシの幽霊の館 Invisible Ghost （1941年）
- The Mad Doctor of Market Street （1942年）
- Bombs Over Burma （1942年）
- Boss of Hangtown Mesa （1942年）
- Secrets of a Co-Ed （1942年）
- Minstrel Man （1944年）
- サンフランシスコ殺人事件 The Falcon in San Francisco （1945年）
- 私の名前はジュリア・ロス My Name Is Julia Ross （1945年）
- So Dark the Night （1946年）
- The Swordsman （1948年）
- The Return of October （1948年）
- 秘密調査員 The Undercover Man （1949年）
- 拳銃魔 Gun Crazy （1950年）
- パスポートのない女 A Lady Without Passport （1950年）
- 地獄への退却 Retreat, Hell! （1952年）
- 望みなき捜索 Desperate Search （1952年）
- 脱獄者の叫び Cry of the Hunted （1953年）
- ビッグ・コンボ The Big Combo （1955年）
- 捨身の一撃 A Lawless Street （1955年）
- 第7騎兵隊 7th Cavalry （1956年）
- The Halliday Brand （1957年）
- テキサスの死闘 Terror in a Texas Town （1958年）

### テレビドラマ
- The Rifleman （1958年 - 1963年）
- クライム13 The Investigators （1961年）
- Gunsmoke （1965年）
- The Big Valley （1965年 - 1966年）